# Caesar II
Caesar II es un videojuego, dentro del género de la construcción de ciudades. Está contextualizado en la antigua Roma, cuando el imperio romano se extiende más allá de Italia. Fue lanzado en 1995, desarrollado y diseñado por Impressions Games y distribuido por Sierra On-Line.

## Estructura del juego
Los jugadores tienen la oportunidad de civilizar a los bárbaros en las provincias adyacentes, haciendo que el Imperio romano llegue a su apogeo máximo. Cuando una provincia es civilizada, desbloquea las provincias circundantes. Los rivales también están comprometidos respecto a al cumplimiento de las misiones, ya que el jugador debe prevenir la intervención de estos, para así civilizar a las demás provincias. A diferencia de Caesar III, o Faraón, la provincia y la ciudad son escenarios separados, como lo es también el militar.
El jugador se debe basar en la industria primaria (tales como la minería o la agricultura), en el comercio (construcción de carreteras o muelles) y en la manutenencia de instalaciones militares (por ejemplo fuertes y murallas). En un mapa el jugador construye las casas de la ciudad, en otro, el sector secundario (como bodegas e industrias) y en otro más (representado por cuatro cuadrados en el centro del mapa provincial), el sector terciario (como estaciones de bomberos, comisarías, casas de baño, etcétera). También a diferencia de los demás videojuegos (precursores de este modo de juego), no se está sujeto a llevar los servicios a las personas, que se encuentran en un lugar determinado a una distancia determinada de los edificios. Los ejércitos invasores se diferencian de los juegos posteriores, ya que los pueblos bárbaros existen en muchas provincias y estos se convierten al yugo romano tras ser invadidos y derrotados. La mayoría de las misiones requieren pacificar una provincia y elevar el nivel de vida de los ciudadanos a un cierto nivel, mientras se evitan pérdidas militares y la pérdida del favor y benevolencia del emperador, a menudo dentro de un plazo determinado.
Entre los principales factores de la ciudad y la provincia son los valores de la vivienda y los tipos de vivienda, el desempleo y escasez de mano de obra, los impuestos, salarios, escasez de alimentos, la preparación militar, la moral y las demandas imperiales. El juego se gana cuando el jugador ha conquistado suficientes provincias como para alcanzar el rango de César. El juego se pierde si se convierte en tu rival el César (computarizado hasta que no se logre el cargo) y le quita de su puesto, por ir más allá del marco de tiempo estimado y por no seguir las exigencias imperiales o conquistar la ciudad determinada.